# Dichotomius longiceps
Dichotomius longiceps är en skalbaggsart som beskrevs av Taschenberg 1870. Dichotomius longiceps ingår i släktet Dichotomius och familjen bladhorningar. Inga underarter finns listade i Catalogue of Life.